# 笑売繁盛! ウメ子食堂
『笑売繁盛! ウメ子食堂』（しょうばいはんじょう! ウメこしょくどう）は、2010年4月5日から2021年9月24日まで、RKB毎日放送（RKBラジオ）で放送されていた平日午前のワイド番組である。
放送開始から2019年9月までの番組名は『開店! ウメ子食堂』（かいてん! ウメこしょくどう）。

## 概要
富永倫子（女将）の祖母「鶯ウメ子」は食堂をする夢を実現できぬまま、天国へ旅立った。
その話を両親から聞いていた富永は「おばあちゃんの意志を継いで、私がウメ子食堂を開く」と言い、東京から福岡に流れ着いた門馬（雇われ大将）と共に、RKB放送会館1階に場所を借りてお昼まで食堂を営業している。
2012年秋、訳あって富永は食堂を辞めてしまう。そこで食堂は、新たな2人の女将を招き入れた。
2016年春の番組改編に伴い、放送（開店）時間を9:00から8:30に引き上げ、「音楽食堂」と称して番組内容、コーナーを一新した。翌2017年の改編では再び9:00開店に戻り、ランチタイムの営業（12時台の放送）を再開。
2019年春の番組改編により中嶋に代わり鬼橋と三好が加わるが、ランチタイムの営業（12時台の放送）は廃止された。また同年秋の改編からは笑売繁盛!ウメ子食堂としてリニューアルしている。
2021年9月24日を以て、11年半の営業を終えること（番組終了）が発表された。

## 放送時間
- 月曜日 - 金曜日 9:00 - 13:00（JST。2020年9月28日 -2021年9月24日)

### 過去の放送時間
- 月曜日 - 金曜日 9:00 - 13:00（JST。放送開始 - 2016年3月25日、2017年4月3日 - 2019年3月29日)
- 月曜日 - 金曜日 8:30 - 12:00[3]（JST。2016年3月28日 - 2017年3月31日）

- 月曜日 - 金曜日 9:00 - 11:55（JST。2019年4月1日 - 2020年9月25日 )

## パーソナリティ
※（）内はこの番組での設定
- 門馬良（食堂の大将。2019年4月からは月～木のみ出演）
- 鬼橋美智子（月・水・金曜日の食堂の女将）
- 葉山さつき（火・木曜日の食堂の女将）

### 曜日別出演者
- 月曜日…門馬良、鬼橋美智子、高田課長
- 火曜日…門馬良、葉山さつき、山口たかし
- 水曜日…門馬良、鬼橋美智子、土居祥平
- 木曜日…門馬良、葉山さつき、加藤淳也
- 金曜日…三好ジェームス、鬼橋美智子、植村友紀

### 過去のパーソナリティ
| 期間      | 期間      | 大将        | 大将           | 女将       | 女将       | 女将       | 女将       | 女将       |
| 期間      | 期間      | 月 - 木曜日 | 金曜日         | 月曜日     | 火曜日     | 水曜日     | 木曜日     | 金曜日     |
| --------- | --------- | ----------- | -------------- | ---------- | ---------- | ---------- | ---------- | ---------- |
| 2010.4.5  | 2012.9.28 | 門馬良      | 門馬良         | 富永倫子   | 富永倫子   | 富永倫子   | 富永倫子   | 富永倫子   |
| 2012.10.1 | 2015.9.30 | 門馬良      | 門馬良         | 葉山さつき | 葉山さつき | 中村美由紀 | 中村美由紀 | 中村美由紀 |
| 2015.10.1 | 2019.3.29 | 門馬良      | 門馬良         | 葉山さつき | 葉山さつき | 葉山さつき | 葉山さつき | 中嶋順子   |
| 2019.4.1  | 2021.9.24 | 門馬良      | 三好ジェームス | 鬼橋美智子 | 葉山さつき | 鬼橋美智子 | 葉山さつき | 鬼橋美智子 |

## コーナー

### 現在放送中のコーナー
- 曜日別テーマ
  - 月曜日:週替わり企画リクエスト
  - 火曜日:テーマ川柳
  - 水曜日:テーマ謎かけ
  - 木曜日:週替わり企画リクエスト
  - 金曜日:千客万来ウメ子ランキング
- ウメスポ…スポーツコーナー。その日イチバンのスポーツ情報を紹介する。トピックスがあった日には、スポーツアナやスポーツジャーナリストが登場する場合もある。
- ウメ子芸能…今日のスポーツ紙から気になる芸能ニュースを紹介する。毎週金曜日は芸能リポーターに電話を繋いでトピックスを紹介する。
- ウメ子の日替わり定食
  - 月曜…今週のおすすめ
  - 火曜…ご意見箱（山際千津枝出演）
  - 水曜…市場調査（スナッピー出演）
  - 木曜…売上チェック
  - 金曜…今週のスペシャル
- RKB65周年記念連続ラジオドラマ 家族びより〜シアワセの高取家〜…フロート番組
- ほっともっとお弁当一緒に食べんね!…吉留樹里がリスナーにお弁当を届けるコーナー。
- クイズ丼mini、クイズ丼･･･難しいけど、聴くとためになるうんちく系クイズのコーナー。
- 三遊亭円楽のおたよりください（TBSラジオ制作のフロート番組）
- チャレンジ0時半…金曜日。門馬良が体を張ったゲーム挑戦するクイズコーナー。毎週3000円が1名に当たり、外れた場合は翌週にキャリーオーバー。現在5種類のゲームが用意されており、週替わりで挑戦している。2016年度は「チャレンジ10時半」というタイトルで、毎日実施していたもの。
  - 「門馬良の飛べるっちゃん」縄跳び2重飛びが何回出来るかを予想する。
  - 「門馬良の腕立てするっちゃん」30秒間で何回腕立て伏せが出来るかを予想する。
  - 「門馬良のカチカチ連打押せるっちゃん」30秒間で、カウンターを何回押せるかを予想する。
  - 「門馬良のビー玉掴むっちゃん」30秒間で皿に入ったビー玉をお箸を使って、何個隣の皿へ移動させれるかを予想する。飛ばして移動させないように、皿の間にはついたてがある。当初はツルツルの箸だったが、滑り止めのついた箸に変わった。
  - 「門馬良の物を包む時に使うプチプチ潰すっちゃん」30秒間で、緩衝材として使われるエアキャップの突起（プチプチ）を何個潰せるかを予想する。
- 女将の大福帳･･･女将が日々の暮らしで感じる事を自由に語るコーナー。
- スナッピースポット

### 過去に放送したコーナー
- 見た!聞いた!MY百景!!…季節の移ろいや身の回りの変化など、リスナーの周りの暮らしの一場面を紹介するコーナー。
- あさげ一番!･･･朝刊からパーソナリティが気になる記事を紹介するコーナー。
- 噛めば噛むほど･･･偉人・英雄・有名人の格言を紹介するコーナー。
- 大将!ヘイお待ち･･門馬が気になるニュースを紹介するコーナー。 毎日新聞社提供
- ウメ子の日替わり定食･･･リポーター、コメンテーターが日替わりで旬の話題をレポート
- 聴いてよ大将!･･･食堂の常連（という設定）が大将に向かって自由に語ってもらうコーナー。
- あなたを狙う悪質商法要注意！
- さわらの秋めぐり
- 今朝の一曲
- 聞いて安心。不動産鑑定士の話･･･毎週不動産鑑定士を招いて不動産に関するレクチャーを行うコーナー。
- 山際千津枝の魅惑のレモンレシピ･･･山際がレモンを使ったレシピを紹介するコーナー。
- ごはんで元気！山際千津枝の簡単レシピ･･･山際が佐賀県産の米「さがびより」を使った簡単レシピを紹介するコーナー。
- ありがとう世界一短い感謝状…はせがわ提供）
- 麦田陽子のなんでんかんでん南関あげレシピ
- マルキンげんき通信～小学校校歌自慢～･･･麦田陽子が福岡県内の小学校を訪れ、その小学校の校歌と小学生の元気な声を紹介するコーナー。マルキン食品提供。
- 開店！JA直売所･･･福岡県内で収穫される農作物を紹介するコーナー。JAグループ福岡提供。
- 永六輔の誰かとどこかで（10:30頃～、TBSラジオ制作）
- 門馬良のナンパリクエスト:ラジオパーソナリティで歌手の門馬良が街に繰り出し、女性に声を掛けインタビューと曲のリクエストを行う。また、SNSを通じて門馬良を広く拡散する。
- 本日のスポットライト:ナンパリクエストが無い回のみ放送。門馬良イチオシのアーティストと曲を紹介する。
- はがきでこんにちは（TBSラジオ制作のフロート番組）

## エピソード

### 2016年3月まで
- 番組の冒頭では必ずあらかじめ収録されたナレーションが流されるが、ナレーションを読む人物は様々で氷川きよしが担当したものもある。ナレーションは上記の番組の設定を文章化したものであり、「食堂はリスナーさんやお客さんからの旬な話題を手料理にしてお出しします。今日はお客さん、来てくれるかなぁ？」と言って締められていた。
- 番組のオープニングテーマは南こうせつの「夏の少女」が使われていた。
- 番組のエンディングは必ず富永（→葉山／中村）と門馬が声をそろえて「またのお越しを〜」で締められる。また番組の設定に合わせて、リスナーや常連客（として登場するアナウンサーなど）から「葉山／中村さん」「門馬さん」ではなく「女将」「大将」と呼ばれていた。

### 2016年4月以降
- 「音楽食堂」としてリニューアル以降は、番組冒頭にその日の投稿テーマを発表し、門馬、葉山の両パーソナリティがお手本を披露するスタイルになった。
- 優秀な投稿には2人の独断で「ウメ子ステッカー」がプレゼントされる。